# Valle de Oro (parroquia)
Valle de Oro (llamada oficialmente Santa Cruz do Valadouro) es una parroquia española del municipio de Valle de Oro, en la provincia de Lugo, Galicia.

## Otras denominaciones
La parroquia también es conocida por los nombres de Santa Cruz de Valle de Oro y Santa Cruz de Valadouro.

## Organización territorial
La parroquia está formada por cuarenta y tres entidades de población, constando treinta y seis de ellas en el nomenclátor del Instituto Nacional de Estadística español:

### Entidades de población
Entidades de población que forman parte de la parroquia:
- A Carreira
- A Casanova
- A Lapa
- Albares
- As Curuxeiras
- A Torre
- A Veiga
- Bandexa
- Bao (Vao)
- Bardoleiras
- Bermún
- Cabanas
- Cabanela (A Cabanela)
- Camonde
- Cendemil
- Cernadela
- Fontelo
- Fraxope
- Gradaílle
- Liñares
- Lodeiros
- O Coto
- O Machuco
- O Pedregal
- O Portelo
- O Vilar
- O Vilarao
- Pazos
- Pedrido
- Ríocabreiro (Río Cabreiro)
- San Cosme
- Soutiño
- Suaiglesia (Suaigrexa)
- Valiña Boa

### Despoblados
Despoblados que forman parte de la parroquia:
- A Casela
- A Revolta
- As Carballas
- As Lamas
- As Leas
- Gatoi
- O Rego da Pía
- Sabugueira
- Zaragoza

## Demografía
| Gráfica de evolución demográfica de Valle de Oro entre 2000 y 2021 |
|                                                                    |
| Datos según el nomenclátor publicado por el INE.                   |